# カルパス半島

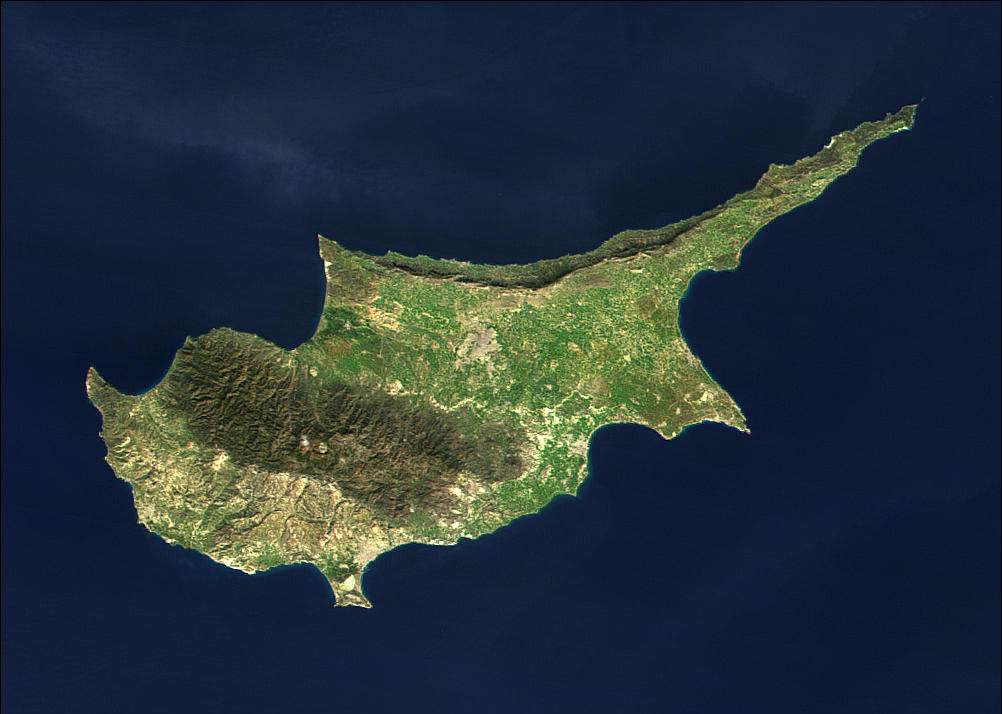
写真(キプロス島)右上の細長い半島がカルパス半島

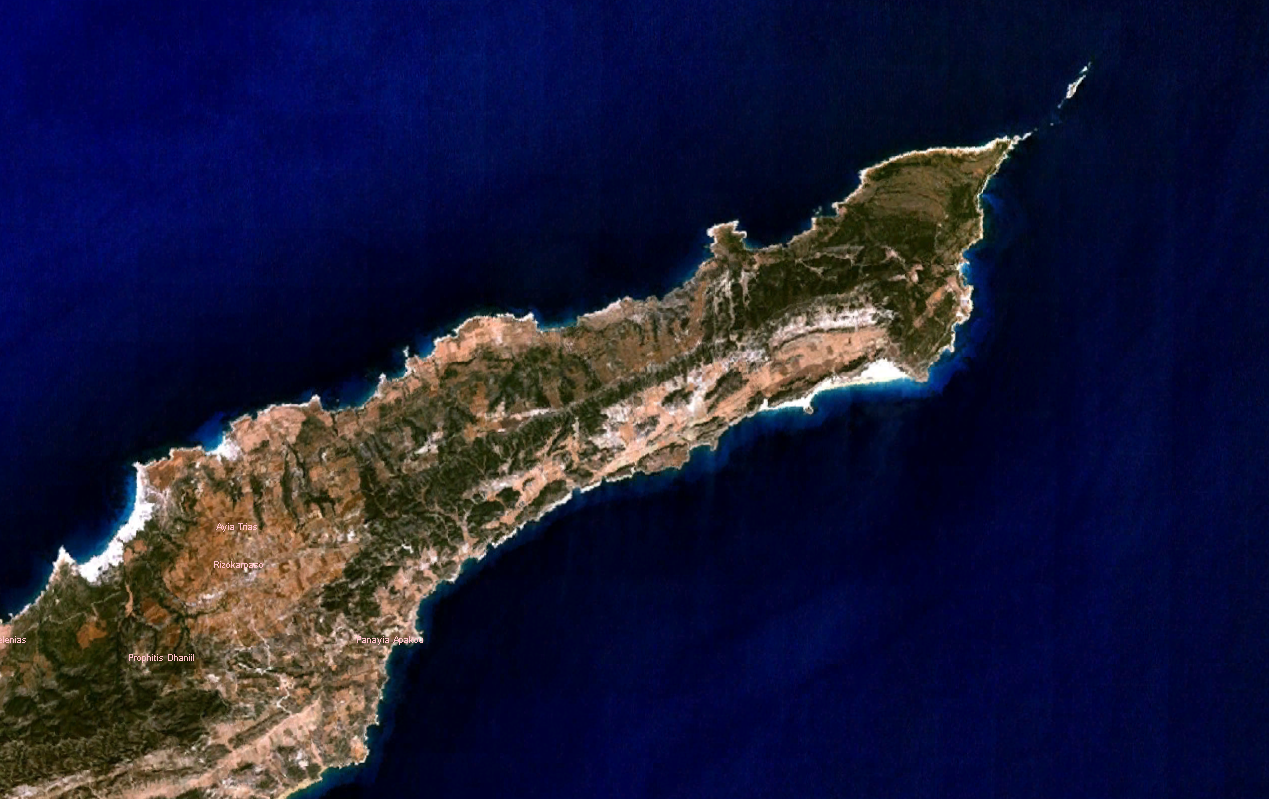
カルパス半島

カルパス半島（カルパスはんとう、ギリシア語:Καρπασία、トルコ語:Karpas）は、キプロス（北キプロス）北東部にある半島。

## 地理
最先端にはアポストロス・アンドレアス岬がある。面積は898km2であり、北キプロスが実効支配する地域の27%を占める。半島全体が北キプロス・トルコ共和国のイスケレ地区に属するが、国際社会からは承認されておらず、法律上はキプロス共和国のファマグスタ地区に属する。半島の付け根に同地区の中心都市であるトゥリコモが位置し、他にはヤロウサ、ガラテア、リゾカルパソ、コミ・ケビール、アカントウといった町が点在するが、人口密度は北キプロスの中でも低く、26人/km2である(2010年)。

## 自然
半島内には46以上の砂浜があり、地中海東部におけるアカウミガメとアオウミガメの主要な産卵地となっている。
また、トルコのキプロス侵攻時にギリシャ系住民が放棄して野生化した希少種のキプロスロバが生息しており、2008年に10頭が射殺されているのが発見された後、ギリシャ系住民とトルコ系住民からなる保護グループが組織された。

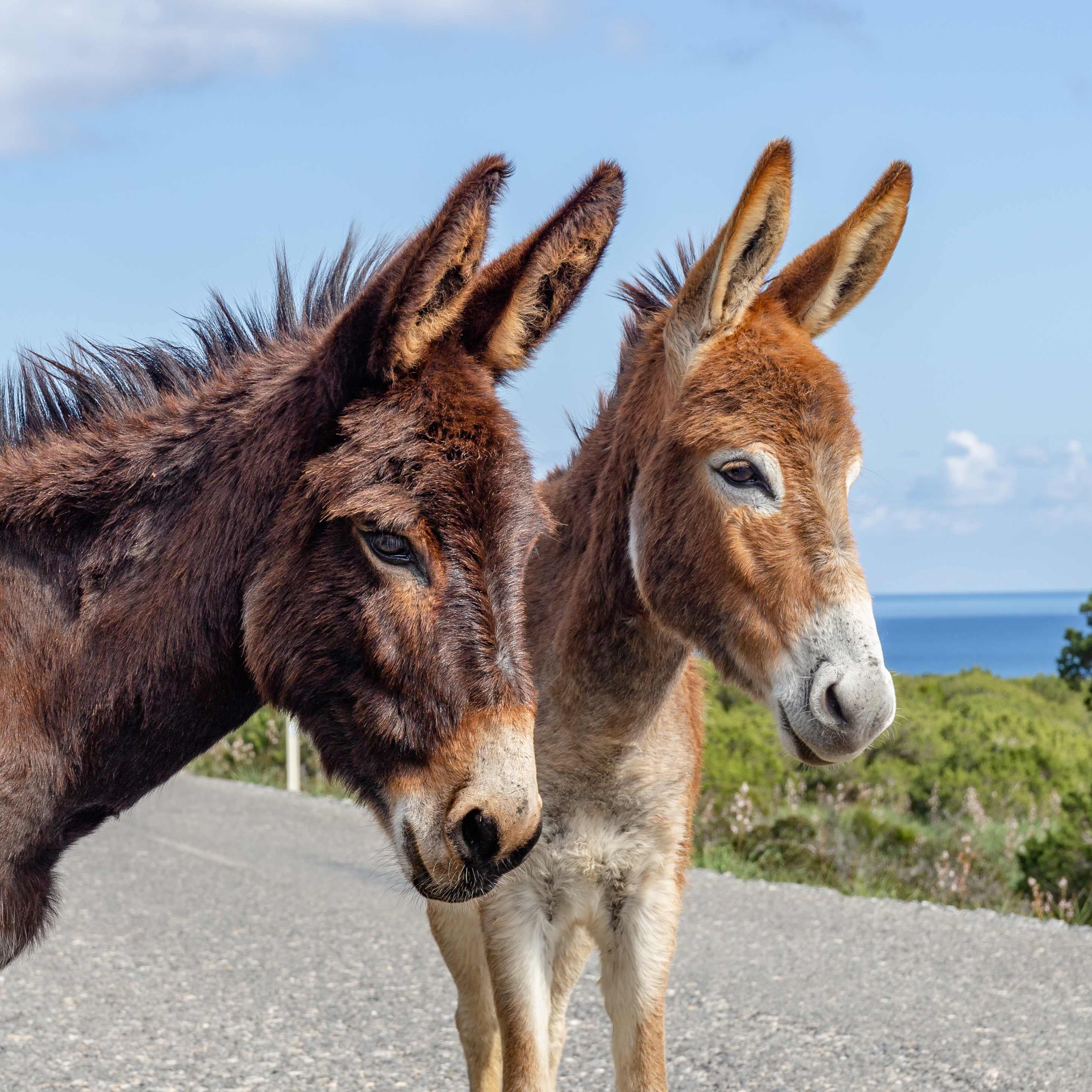
カルパス半島のロバ

## 産業
自給的な第一次産業が主産業であるが、手付かずの自然を生かしたマイクロツーリズムも行われる。

### 観光
- カンタラ城（英語版、トルコ語版）やアポストロス・アンドレアス修道院（英語版、トルコ語版）、古代都市カルパシア（英語版）など、数多くの史跡が存在する。

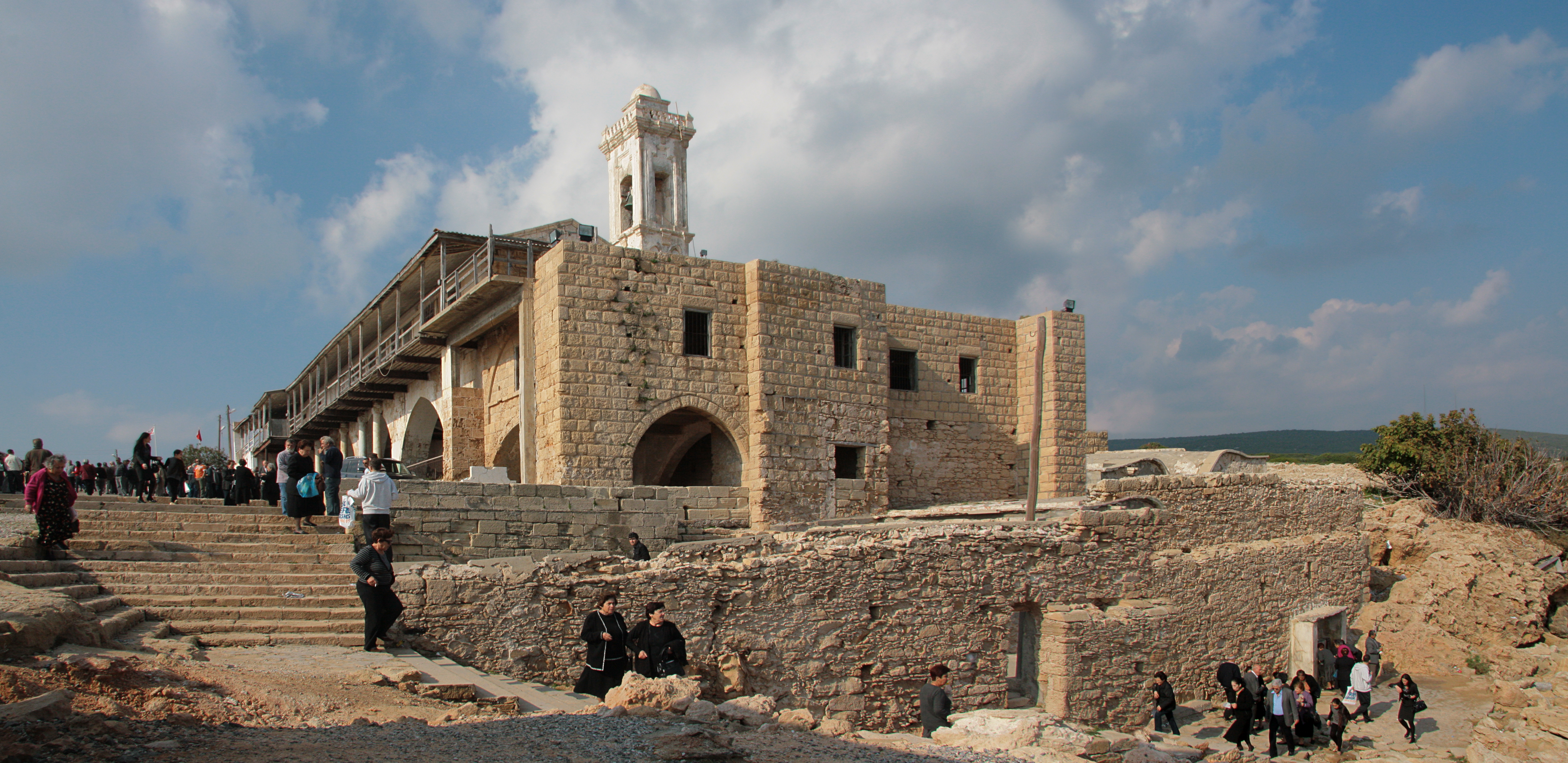
アポストロス・アンドレアス修道院

- 半島内の森はヤマウズラの狩猟で人気の場所となっている。

- リゾカルパソから約15km東にはゴールデンビーチ（英語版、トルコ語版）と呼ばれるシークレットビーチがある。

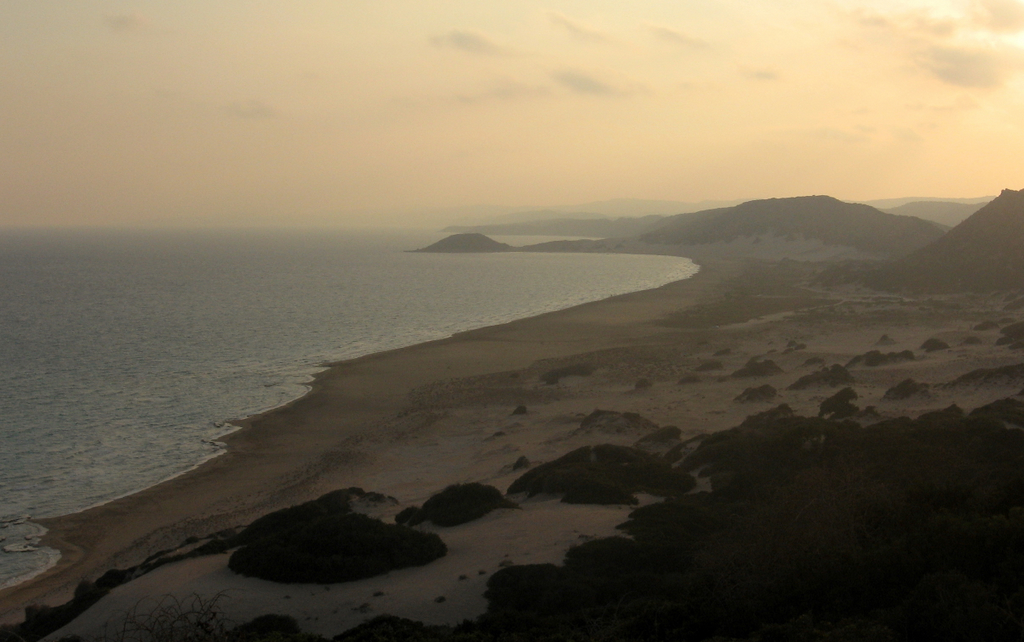
夕刻のゴールデンビーチ